# Moskevský mír

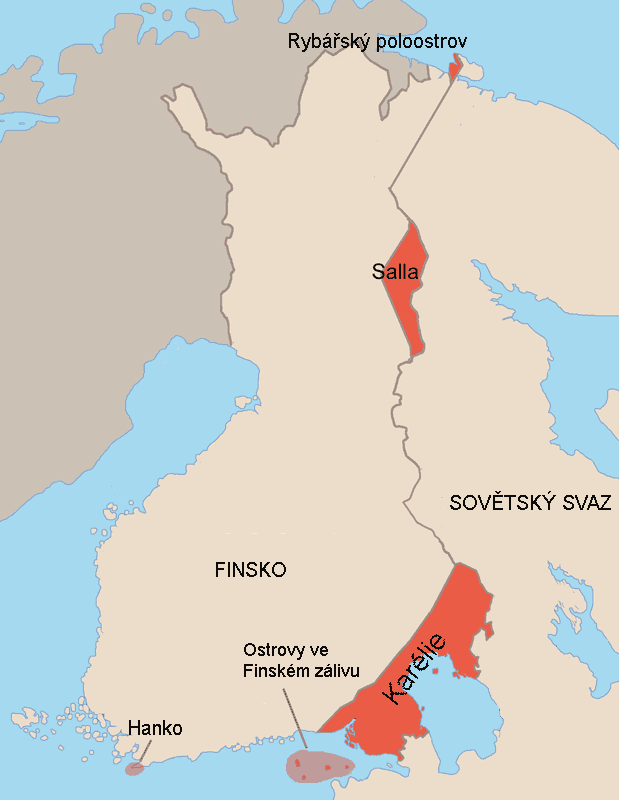
Oblasti postoupené Finskem Sovětskému svazu

Moskevská mírová smlouva byla podepsaná Finskem a Sovětským svazem 12. března 1940. Tím byla ukončena 104 dní trvající zimní válka. Smlouva připojila části Finska k Sovětskému svazu a vyvolala evakuaci finského obyvatelstva z těchto oblastí. Byla však zachována finská nezávislost a ukončeny pokusy SSSR o anexi země.

## Pozadí událostí
Finská vláda dostala první prozatímní mírové podmínky ze Sovětského svazu (přes Stockholm) 29. ledna. Do té doby Rudá armáda bojovala s cílem zabrat celé Finsko. Pak ale byla sovětská vláda připravena zmírnit své požadavky. Nyní žádala na Finsku Karelskou šíji, včetně města Viipuri (Vyborgu), a finský břeh Ladožského jezera. Poloostrov Hanko měl být pronajatý Sovětskému svazu na 30 let.
Finsko odmítlo tyto požadavky a zesílilo své žádosti o vojenskou podporu ze strany Švédska, Francie a Spojeného království. Ačkoli nakonec nemělo žádnou šanci bojovat delší dobu proti 50krát větší zemi, byla stále naděje, že Společnost národů zakročí ve prospěch Finska. Pozitivní signály, i když nestálé, z Francie a Británie, a realističtější očekávání vojenských jednotek ze Švédska, pro které byly vypracovány plány v průběhu 30. let, byly dalším důvodem, aby Finsko nezasahovalo do mírových jednání (viz cizí podpora).
V únoru 1940 finský vrchní velitel maršál Mannerheim vyjádřil své obavy o vojenské situaci a vyzval vládu, aby započala mírová jednání 29. února. Týž den Rudá armáda zahájila útok na Viipuri.

## Krutý mír
6. března finská delegace s předsedou vlády, kterým byl Risto Ryti, odjela do Moskvy. Během vyjednávání Rudá armáda prolomila finská obranná postavení kolem Tali a blížila se k obklíčení Viipuri.
Mírová dohoda byla podepsána večer 12. března moskevského času, to je v 01:00 hodin 13. března finského času. Boj skončil v 11:00 hodin finského času.
Finsko bylo přinuceno odstoupit téměř celou Karélii (s centrem svého průmyslu, zahrnující Vyborg/Viipuri, finské druhé největší město; celkem téměř 10 % státního území), třebaže velká část byla ještě pod kontrolou finské armády. Vojenské jednotky a zbývající civilisté byli spěšně evakuováni za nové hranice. 422 000 Karelců, 12 % z finského obyvatelstva, ztratilo své domovy.
Zajímavé je, že Petsamo, které Sověti obsadili, zůstalo podle mírové smlouvy ve finských rukou. Nicméně mírová smlouva také zaručovala sovětským civilistům volný průchod Petsamem do Norska.
Finsko také muselo odevzdat část oblasti Salla, svou část Kalastajansaarento (Rybářského poloostrova) a ostrovy Suursaari, Tytarsaari, Lavansaari a Seiskari ve Finském zálivu. Poloostrov Hanko byl pronajat Sovětskému svazu na 30 let jako námořní základna.
SSSR dále požadoval, aby veškeré vybavení předávaných území bylo odevzdáno také. Tak Finsko přišlo o 75 lokomotiv, 2 000 vagonů, několik osobních i nákladních automobilů a lodí. Průmyslová oblast ve městě Enso, která byla na finské straně hranice, vytyčené mírovou smlouvou, byla také brzy odstoupena Sovětskému svazu.

## Důsledky změny hranice
- před válkou bylo Finsko předním výrobcem vysoce kvalitní dřevné buničiny, která byla důležitou surovinou pro výbušniny. Včetně továren v Enso Sovětský svaz získal 80 % finské výrobní kapacity.
- Finsko muselo odevzdat 1/3 vodních elektráren, hlavně na řece Vuoksi, protože průmysl v Leningradě trpěl 20% nedostatkem elektřiny.
- velká část nejobydlenějšího jižního regionu zbývajícího Finska byla spojená se světem přes systém kanálů Saimaa. Ten ústí do Finského zálivu ve Vyborgu, podle smlouvy odstoupeném SSSR. Tím byla vážně narušena síť vodních cest ve východním Finsku.
- Karélie je považovaná za srdce a původ finské kultury. Před zimní válkou Sověti ovládali jižní část Karélie a zacházeli se zdejšími Finy tak jako s ostatními menšinovými národy SSSR. Podle smlouvy byla zbývající část Karélie také ztracena. Tím vznikla „karelská otázka“.

Náklonnost světa vůči Finsku měla, jak se zdálo, malou cenu. Jisté hořké zklamání se stalo společným rysem finského pohledu na ostatní národy, hlavně na Švédy, kteří zpočátku ukázali mnohé sympatie, ale žádnou ochotu pomoci Finsku vojensky.
Kruté podmínky přiměly Finy hledat podporu z Německa a ospravedlňovaly jejich touhu po pomstě. Nakonec to umožnilo přežití Finska ve 2. světové válce.
Jen o rok později, v červnu 1941, byl válečný stav obnoven. Nastala pokračovací válka.